# Малий морський танкер проєкту 1844
Малий морський танкер проєкту 1844 (шифр «Каїр») — проєкт допоміжних суден 60-х років, розроблений ЦКБ «Волгобалтсудопроект» в інтересах Військово-морського флоту СРСР.

## Історія
У 1960-ті роки на ЦКБ «Волгобалтсудопроект» (нині ЦКБ «Вимпел») почали розробку проєкту серії суден забезпечення для потреб ВМФ СРСР. До 1967 року проєкт був виконаний у трьох варіантах:
- Танкер для доставки мазуту (проєкт 1844)
- Танкер для доставки прісної води (проєкт 1844В)
- Танкер для доставки дизельного палива (проєкт 1844Д)
- Згодом, з'явився проєкт танкера для доставки мастила/мазуту (проєкт 1844М). Головний конструктор В. П. Мітюгов, спостерігач від флоту — капітан 1-го рангу Ю. Д. Макшанчіков.

Спочатку судна класифікувалися, як морські самохідні наливні баржі. В подальшому вони були перекласифіковані у морські наливні транспорти. Призначені для постачання мазутом, дизельним паливом, машинним мастилом і водою кораблів флотів у пунктах постійної дислокації, на рейдах і в походах у ближній морській зоні. Танкери були допущені до плавання у водах з битим льодом. Серійне будівництво розгорнуто на суднобудівному-судноремонтному заводі  ім. Комінтерну в Херсоні та на суднобудівному заводі ім. Жовтневої революції в Хабаровську з 1972 року. Всього до 1987 року побудовано близько 29 корпусів.
Окрім Радянського Союзу танкери використовувалися флотами Південного Ємену (2 одиниці), Ефіопії (1 корпус) та Єгипту, де вони також будувалися в Александрії (всього 8 корпусів).
Один корпус в результаті розвалу СРСР отримав Азербайджан. ВМС України, в результаті розподілу Чорноморського флоту, окрім «Фастова» отримали однотипне судно U759 «Бахмач» (до розподілу ВТН-81). Його було списано у 2013 році у зв'язку зі зношеністю більшості систем та механізмів та недоцільністю як подальшого утримання так і ремонту.

## Конструкція
Судно являє собою однопалубне, одногвинтове, дизельне судно з плавними обводами, крейсерською кормою і надлишковим надводним бортом. Поздовжня система набору йде по днищу, другого дна і головній палубі в середній частині судна. Поперечна система набору йде по бортах і кінцівках головної палуби.
Житлові та службові приміщення, а також ходова рубка, машинне насосне відділення розташовані в кормовій частині судна. У середній частині корпусу розташоване вантажне відділення, розділене поперечною і однієї поздовжньої переборками на чотири танки, загальною місткістю 606 м3. У носовій частині танкера є трюм для перевезення 5 тон сухого вантажу, комори і шкіперська. Головна енергетична установка, розташована в кормовій частині судна, складається з головного дизельного двигуна 6ДР30/50-5-2, потужністю 600 к. с. при 300 об/хв, з приводом на один вал. Рушієм є бронзовий чотирьохлопатевий гребний гвинт діаметром 1,8 метра у поворотній насадці зі стабілізатором.
Для підтримки потрібних температур на судні передбачені системи: парового опалення, повітряного опалення та кондиціонування повітря. Пар в загальносуднову систему паропроводу надходить від автоматизованих котельних агрегатів за тиску 3 кгс/см². Також, пар з системи використовується для господарсько-побутових потреб. Котельна вода надходить від опріснювальної установки продуктивністю 5 тонн на добу. Повітряне опалення надходить в усі житлові приміщення, кают-компанію, їдальню, радіорубки. Їдальня і кают-компанія додатково обладнані системою кондиціонування повітря, а каюта капітана — незалежним кондиціонером. У житлових і громадських приміщеннях встановлені меблі з негорючих пластмас, синтетичних тканин і тришарових щитів (пластин-пінопласт-пластин). У службових приміщеннях стелажі виготовлені з легких сплавів.
На судах дві електромережі: одна змінного трифазного струму частотою 50 Гц і напругою 380 вольт, інша однофазна змінного струму частотою 50 Гц і напругою 127 вольт. Електроенергію виробляють два суднових дизель-генератора (ДГ) трифазного змінного струму напругою 400 вольт, потужністю по 100 кВт, і один дизель-генератор потужністю 50 кВт.
Для боротьби з пожежею в житлових та господарських приміщеннях танкер обладнаний декількома системами: автоматичною протипожежною водяною системою, системами піногасіння і об'ємного пожежогасіння. Для боротьби з пожежею в машинному, котельному і насосному відділеннях є фреонова система об'ємного пожежогасіння.
Автоматизація процесів забезпечує експлуатацію судна без несення постійної вахти на постах управління механізмами, крім суміщеної ходової і штурманської рубки, де знаходяться: важелі управління судном, навігаційні прилади, пульти управління головним двигуном, стоянковим ДГ, компресорами і резервними насосами. Вахта на вантажному посту несеться тільки під час вантажно-розвантажувальних робіт. Для порятунку екіпажу розташовуються по два плоти типу ПСН-1 на борт і дві рятувальні шлюпки.

## Тактико-технічні характеристики
- Водотоннажність: 539 тон (стандартна), 1127 тон (повна)
- Довжина: 53,8 м
- Ширина: 9,72 м
- Осадка: 3,37 м
- Енергетична установка: дизельна одновальна; 1 дизель 6ДР30/50-5-3 (600 к. с.); 2 ДГ по 100 кВт та 1 ДГ 50 кВт
- Швидкість: до 10 вузлів
- Дальність ходу: 1500 миль (при 10 вузлах)
- Автономність: до 10 діб
- Екіпаж: 20 осіб (проєктна кількість)
- Озброєння: відсутнє
- Радіотехнічне озброєння: 1 навігаційна РЛС «Дон»

Вантажопідйомність: 500 тон